# William Avenya
William Amove Avenya (* 21. Juni 1955 in Ishangev Tiev, Konshisha Local Government Area, Benue) ist ein nigerianischer römisch-katholischer Geistlicher und Bischof von Gboko.

## Leben
William Amove Avenya empfing nach dem Studium der Philosophie und Theologie am Großen Seminar von Jos am 30. Mai 1981 die Priesterweihe. Er war 1981/82 zunächst in der Seelsorge der Pfarrei St. Charles in Adoka tätig, anschließend Vikar in St. William in Lafia. Von 1982 bis 1984 lehrte er am Priesterseminar in Gbarnga in Liberia. Von 1984 bis 1989 absolvierte er ein Masterstudium in Education an der University of Manchester, das er mit einem Doktorat (PhD) abschloss. 1990 wurde er Leiter des Catholic Education Services in Makurdi. Seit 1996 war Avenya Generalsekretär der Vereinigung der Bischofskonferenzen der anglophonen Westafrika (AECAWA), unterbrochen von einem Weiterbildungsstudium in Management and Development of Non-Governmental Organizations am Galilee International Management Institute (GIMI) in Israel.
Papst Benedikt XVI. ernannte ihn am 28. November 2008 zum Titularbischof von Thucca in Mauretania und Weihbischof in Makurdi. Der Bischof von Makurdi, Athanasius Atule Usuh, spendet ihm am 24. Januar 2009 die Bischofsweihe; Mitkonsekratoren waren Erzbischof Renzo Fratini, Apostolischer Nuntius in Nigeria, und John Olorunfemi Onaiyekan, Erzbischof von Abuja.
Am 29. Dezember 2012 wurde er von Papst Benedikt XVI. zum ersten Bischof des mit gleichem Datum errichteten Bistums Gboko ernannt.